# KiNGONS
KiNGONS（キンゴンズ）は栃木県宇都宮市出身のパンクバンドである。
2008年結成。2010年にI HATE SMOKE RECORDS(略称 IHSR)よりインディーズデビュー。
2度の全米ツアー、7ヶ国に渡るヨーロッパツアー、韓国、台湾など国内外問わずライブを行っている。

## 概要

### 来歴
- 元THE  CiSTEMSのBeeBee、kjmonmonを中心に結成。当時CiSTEMSのスタッフをしていたNAKATAが上京するため、記念として一夜限りのバンドであったが、本格的に始動することになる。(KiNGONSはキングカズとゴン中山を足したもの) しかし、初代ドラマーKANAYAとの意識の差が出てしまい、脱退。 CiSTEMSのコピーバンド経験のあったHANDAを加入させ再始動。最初はサポートメンバーという形だったが、すぐに正式メンバーになった。メンバーは宇都宮市在住で、全員フットサルをやっている。高橋兄弟の父親は宇都宮STUDIO KENTのオーナーであり、宇都宮STUDIO KENTの名前はBeeBeeの本名「直渡」、kjmonmonの本名「賢司」からとっている。また、父親はJimi Hendrixのコピーをしており、ギターを燃やすパフォーマンスも真似している。そのパフォーマンスでライブハウスを出禁にされたことがきっかけで自分のライブハウスを建てたという。そのため、宇都宮STUDIO KENTがKiNGONSのホームベースとなっている。

### 音楽性
- 音楽性は60'sのロックやラモーンパンクを基盤としたサウンド。また、BeeBeeやkjmonmonはDiSGUSTEENS、Piggies、LINKなどのポップパンクに影響されている。

### ライブ
- 国内外問わず、年間150本以上のライブを行っている。ライブでは頭のネジが外れたかのようなパフォーマンス(高いジャンプや、カラーテープを撒き散らしたり、ギターを投げたりなど)で人気を博している。毎年、各メンバーのバースデイライブを行ったり、自主企画「I MY ME MIND」、「KiNGONS presents W-CUP」といった KiNGONS自らが招いたバンドと対バンするという企画も行なっている。他のバンドとの共同ツアーも数多く、2017年からは、騒音寺との2マン企画「日本騒乱万博ツアー」を2年連続行い、2019年からはKING BROTHERS、忘れてモーテルズとの3マン企画「ROCK'N'ROLL INVASION」を決行。2020年の1月の沖縄ツアーや、各バンドのホームタウンでライブを行った2月のツアー特別編「ROCK'N'ROLL INVASION Valentine Special」には、沖縄からHELL型、HARAHELLSも参加した。韓国のロックバンドCrying Nutとの2マン企画「ロックンロール日韓交流戦」を行ったりと外国のバンドとの対バンにも成功している。2020年での「ロックンロール日韓交流戦」は新型コロナウイルスの影響で中止になったが、YouTubeでお互い無観客ライブを無料配信した。

## メンバー
BeeBee (Vo,Gt)(本名・高橋直渡-1982年3月31日) kjmonmonとは兄弟。元THE CiSTEMS。CiSTEMSの前に、クレパス信夫、THE GENERATiONSというバンドも組んでおり、この2組ではベースを弾いていた。現在は本名を名乗る方が多い。自らのグッズを販売する、BeeBeeCimons(略称BBC)というお店を営業している。(オープンは不定期だが、通販がある)サッカー、バスケットボール、プロレス、F1レースが好きである。また、子供の頃の夢、バンド以外でやりたいことに「F1レーサー」を挙げている。自身のYouTubeチャンネルでは、デニムジャケットやジーンズを地元である栃木県のお店で紹介する動画を上げている。
kjmonmon (Vo,Gt,Cho)(本名・高橋賢司-1985年10月23日)元THE MONMONS、 元THE CiSTEMS。ボーカルBeeBeeの実弟。自宅の下にスタジオがあり、父親と兄(BeeBee)が騒音(食器が揺れるほど)で演奏していたため、高校時代は勉強に集中できないという理由で最初はバンドを嫌っていた。しかしスピッツを好きになったり、ライブで父親や兄が演奏する姿を見てバンドへの価値観が変化する。 KiNGONSのライブで、曲によってはギターを持たず、ダンスをするだけということもある。自身のソロアルバムではアコースティックギターでフォーク調の曲を弾き語りすることもある。ドラゴンボール、クレヨンしんちゃんが好きであり、2019年にはクレヨンしんちゃんの3代目(現在)の監督であるムトウユージとの対談が実現した。また、牛革の知識もあり、KiNGONSの物販で革のグッズを販売している。
NAKATA (Ba,Cho)(本名・仲田博樹-1985年5月27日)出身は茨城県。THE CiSTEMSのスタッフ経験がある。曲によってはボーカルを担当する。
HANDA (Dr,Cho)(本名・半田貴裕-1988年12月28日)愛称は半ちゃん。THE CiSTEMSのコピーバンド経験があるが、 KiNGONSをやるまでポップパンクを全然知らなかったとインタビューで話している。ドラムヘッドは「ASPR(アサプラ)」というメーカーの物を使用。

### 旧メンバー
KANAYA (Dr)
BeeBeeの高校の同級生である。KANAYAがドラマー時代の初期KiNGONSの映像はKiNGONSのステテコチャンネル(KiNGONSのオフィシャルYouTubeチャンネル)にアップされている。

## ディスコグラフィ

### 配信限定シングル
- FIRE (2023年11月16日)

### ミニアルバム
- Wonderful Girl (2010年1月)

### アルバム
- POP OF THE WORLD (2010年11月)
- POP OF THE WORLD＋Wonderful Girl (2014年) スペインツアー用音源となる輸入盤
- KiNGONS EXPO (2016年8月)
- BEAT THE LAZY DAYS (2022年11月)
- 11 (2023年11月) ベストアルバム

### 会場限定
- I DON'T WANNA STOP MY           MUSIC (2011年)
- PAST RENDEZVOUS (2012年)(PV2曲を収録したDVD付き)
- FUTURE ESPOIR (2013年)
- PRESENT PARTIDA (2015年)
- BEAT THE MORNING (2018年)
- BEAT THE NIGHT (2018年)
- BEAT THE DAY (2020年) 配信ライブチケットを購入した人のみに配布されたCDだが、現在はライブ会場などで販売中
- 12 (2023年)

### コンピレーション
- THE CHOICE OF A NEW GENERATION (IHSR)(2009年) - 「I WILL GO」のデモ音源で参加。
- MAKE IT ALRIGHT!(IHSR)(2010年) - 「Diego Maradona!!」で参加。
- LIFEBALL TRIBUTE 「STEP WISE」(IHSR)(2011年) - 「WHERE DO I GO」で参加。
- THERE'S A PLACE (IHSR)(2011年) - 「I DON'T WANNA STOP MY MUSIC」で参加。
- MAXIES KiNGONS (2013年)  - グリーンランドのパンクバンドThe Maxiesとのスプリットアルバム、レコード盤でも発売。
- Walkin' On The Shakin' Street (IHSR)(2015年) - 「KONOKOEWO」で参加。
- DOJO MOCHIZUKI 2019 (2019年) - 日本のプロレス団体DRAGON GATEのワタナベヒョウの入場曲として書き下ろした「FIRE」で参加。
- DELIGHT EXTRA REALIZE [LP+CD] (2021年) - H･Y･O（ワタナベヒョウ）の入場曲として新たに書き下ろした「FIRE FIRE」で参加。
- OPEN THE MUSIC GATE 2022（2022年） -「FIRE FIRE」で参加。

### デモ音源
- WODERFUL GIRL/HELLO AGAIN/SWEET LITTLE GIRL (2009)
- KiNGONS (2009)

### カセットテープ
- 1985 (2008年10月)「POP OF THE WORLD」にも収録されている。

### DVD
- 台湾爆裂ライブ(タワレコ特典) (2010年)

- BeeBee 30th anniversary DVD

- KiNGONS TAIWAN TOUR 2013

- 1st USA TOUR 2013 vol.1

- 1st USA TOUR 2013 vol.2

- 2nd USA TOUR 2013 vol.1

- 2nd USA TOUR 2013 vol.2

- BeeBee 32nd anniversary DVD

- 1st EUROPE TOUR 2014 vol.1

- 2nd EUROPE TOUR 2014 vol.2

- KJmonmon DVD

- BeeBee 33rd anniversary DVD

- NAKATA 29th anniversary DVD

- HANCHAN DVD

- BeeBee 34th anniversary DVD

- NAKATA 30th anniversary DVD

- KJmonmon DVD2

- BeeBee 35th anniversary DVD

- BeeBee 36th anniversary DVD

- 1st KOREA TOUR 2017

- kjmonmon meets "K" DVD&CD

- 2nd KOREA TOUR 2019

- BeeBee 37th anniversary DVD

- kjmonmon meets "J" DVD&CD

- BeeBee 38th anniversary DVD

- kjmonmon meets "M" DVD&CD

・SPECIAL限定盤にはイタリアの世界最高級牛革(タンニン鞣し)を使用した革小物が付属する
- kjmonmon meets "O" DVD&CD

## メディア
- ろっくとぅざふゅーちゃー
- 2016年9月23日に音流～ONRYU～に出演。
- 2018年3月からミヤラジにて「キンゴンズのステテコラジオ」を放送している。
- とちぎテレビ「カミナリのチャリ旅」のエンディングテーマ曲を担当。
- 2019年から栃木県のフットボールクラブ「栃木シティ」のオフィシャルサポーターに就任。